# Anděl Páně

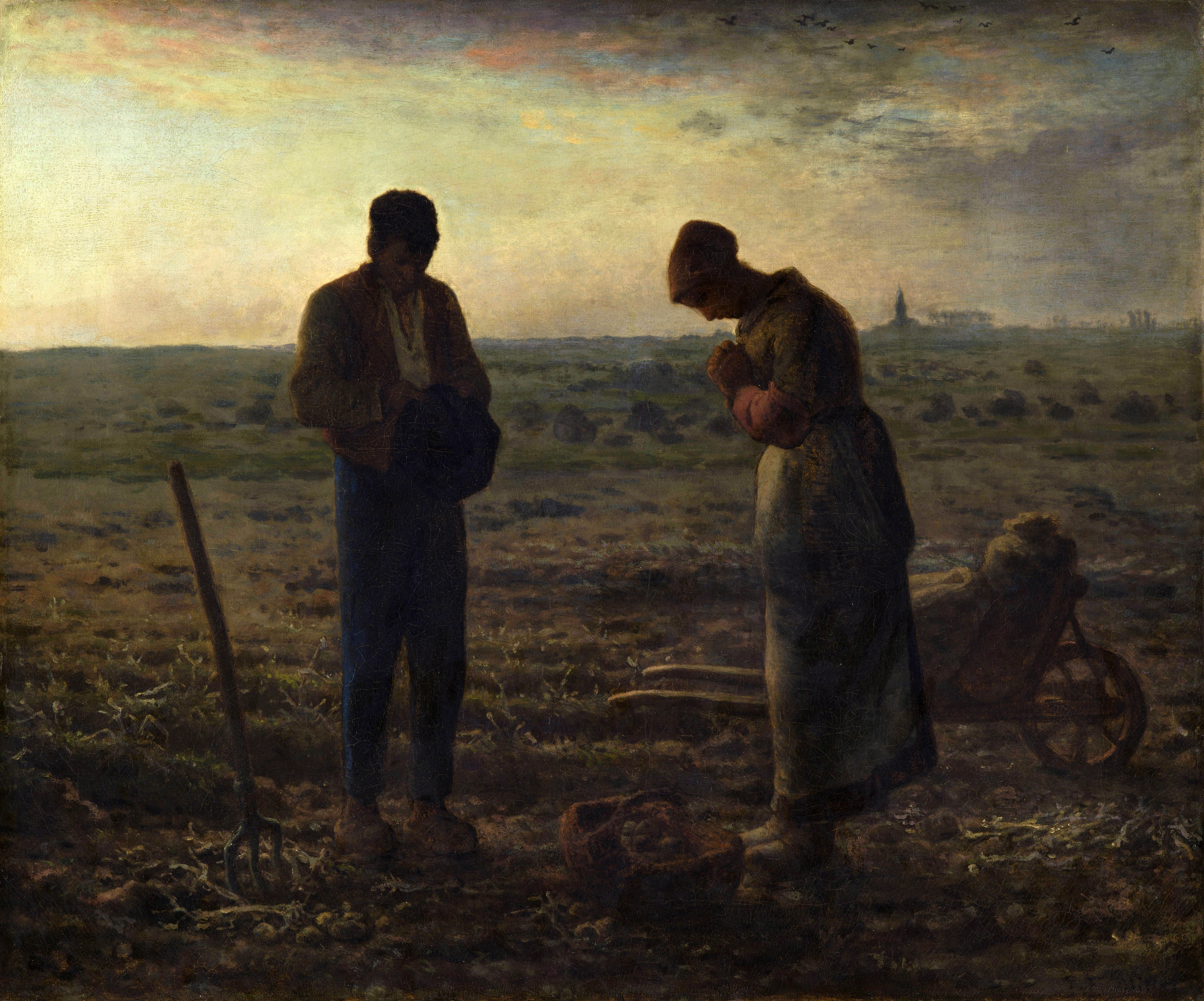
Anděl Páně

Anděl Páně (lat. Angelus Domini) je tradiční modlitba katolické církve, oslavující zvěstování Panny Marie. Její název je odvozen od prvních dvou slov modlitby. Skládá se ze tří biblických veršů, na které se odpovídá modlitbou Zdrávas Maria, a závěrečné prosby.
Modlí se třikrát za den – ráno, v pravé poledne a večer. Obvykle k tomu vyzývá zvonění na zvonici. Při společné nedělní modlitbě Anděl Páně se na náměstí svatého Petra ve Vatikánu scházejí stovky věřících, kde k nim tradičně hovoří papež a dává jim na závěr svoje požehnání.

## Historie
Vznikl patrně v 11. století z klášterní tradice modlit se při večerním zvonění třikrát Zdrávas, první doložené zmínky o modlitbě jako takové ale pochází až z poloviny 13. století. V současné době je Anděl Páně velmi častou modlitbou, v klášterech je často kombinován s denní modlitbou církve, v některých zemích je vysílán rozhlasem.
Ve velikonočním období (od svátku Zmrtvýchvstání Páně po Letnice) se místo Anděla Páně používá hymnus Vesel se, nebes Královno, obě modlitby jsou spojeny s částečnými odpustky.

## Text
Nynější oficiální české znění:
(Kněz): Anděl Páně zvěstoval Panně Marii. (Lid): A ona počala z Ducha Svatého.
(Kněz): Zdrávas Maria, milosti plná, Pán s tebou, požehnaná ty mezi ženami a požehnaný plod života tvého Ježíš. (Lid): Svatá Maria, Matko Boží, pros za nás hříšné nyní i v hodinu smrti naší. Amen.
(Kněz): Maria řekla: Jsem služebnice Páně, (Lid): ať se mi stane podle tvého slova. Zdrávas Maria...
(Kněz): A Slovo se stalo tělem (Lid): a přebývalo mezi námi. Zdrávas Maria...
(Kněz): Oroduj za nás, svatá Boží Rodičko, (Lid): aby nám Kristus dal účast na svých zaslíbeních.
(Kněz): Modleme se: Pane, poznali jsme andělské poselství o vtělení Krista, tvého Syna; vlej nám, prosíme, do duše svou milost, ať nás jeho umučení a kříž přivede k slávě vzkříšení. Skrze Krista, našeho Pána. (Lid): Amen.